# 11 Librae
Désignations
11 Librae (en abrégé 11 Lib) est une étoile de la constellation zodiacale de la Balance. Elle est visible à l'œil nu et sa magnitude apparente est de 4,94. L'étoile présente une parallaxe annuelle de 15,14 ± 0,21 mas telle que mesurée par le satellite Gaia, ce qui permet d'en déduire qu'elle est distante de 66,07 ± 0,92 pc (∼215 al) de la Terre. Elle s'éloigne du Système solaire à une vitesse radiale héliocentrique de +83,6 km/s.
11 Librae est classée comme une étoile orange de type spectral K0 III/IV, dont le spectre montre qu'elle pourrait être soit une géante, soit une sous-géante. Alves (2000) et Afşar et al. (2012) la classent comme une étoile du red clump, un type d'étoile évoluée située à l'extrémité rouge de la branche horizontale, et qui génère son énergie par la fusion de l'hélium dans son noyau,.
11 Librae est âgée d'environ cinq milliards d'années et tourne sur elle-même à une vitesse de rotation projetée de 4 km/s. L'étoile est environ 1,1 fois plus massive que le Soleil son rayon est dix fois plus grand que le rayon solaire. Elle est approximativement 60 fois plus lumineuse que le Soleil et sa température de surface est de 4 749 K. Son abondance en fer, qui est utilisée pour mesurer sa métallicité, est seulement de 48 % celle du Soleil. Elle pourrait être une étoile du disque épais, son orbite autour du centre galactique l'emmenant jusqu'à une distance maximale d'environ 0,70 kpc (∼2 280 al) du plan de la Voie lactée.